# Óscar Cruz López
Oscar Cruz López (Juchitán, Oaxaca, 1 de diciembre de 1957) es un político mexicano. Ha sido senador, diputado local y presidente municipal. El 1 de diciembre de 2010 fue nombrado Subsecretario de Gobierno y Desarrollo Político del Estado de Oaxaca por el gobernador Gabino Cué Monteagudo (2010 - 2016) y también es miembro del Partido de la Revolución Democrática. Estudió Sociología en la Universidad Nacional Autónoma de México.

## Biografía
Oscar Cruz López fue fundador del movimiento social y político de izquierda de los años 70' conocido como la  COCEI (Coalición Obrero, Campesina, Estudiantil del Istmo). A la COCEI se le reconoce como el primer movimiento social en obtener un triunfo electoral relevante a nivel municipal para la izquierda en México. Oscar Cruz López ejerció el cargo de Presidente Municipal de Juchitán, Oaxaca bajo las siglas del PRD-COCEI de 1993 a 1995. De 1999 a 2000 fungió como Secretario General del PRD en el estado de Oaxaca. En 2000 Daniel López Nelio Santiago, también fundador de la COCEI, obtuvo el cargo de Senador por el principio de Primera Minoría del estado de Oaxaca, del que Oscar Cruz López fue compañero de fórmula como suplente.

## Vida profesional
De 2001 a 2004, se desempeñó como diputado Local de la LIX Legislatura del Congreso de Oaxaca. En este período fue Secretario de la Gran Comisión del Congreso Local. En agosto de 2004, a causa de una enfermedad crónica, falleció el senador Daniel López Nelio Santiago por lo que Oscar Cruz asumió la senaduría por el estado hasta el fin del periodo en 2006.
En mayo de 1999, fue víctima junto el entonces senador, Héctor Sánchez López, de un atentado durante una gira de trabajo por la región de la Mixteca en Oaxaca. Héctor Sánchez recibió un impacto de bala en una pierna mientras que Oscar Cruz recibió un impacto en el cuello. Ambos sobrevivieron al atentado y responsabilizaron al exgobernador de Oaxaca José Murat y al entonces presidente del PRI, Ulises Ruiz Ortiz.